# NGC 26

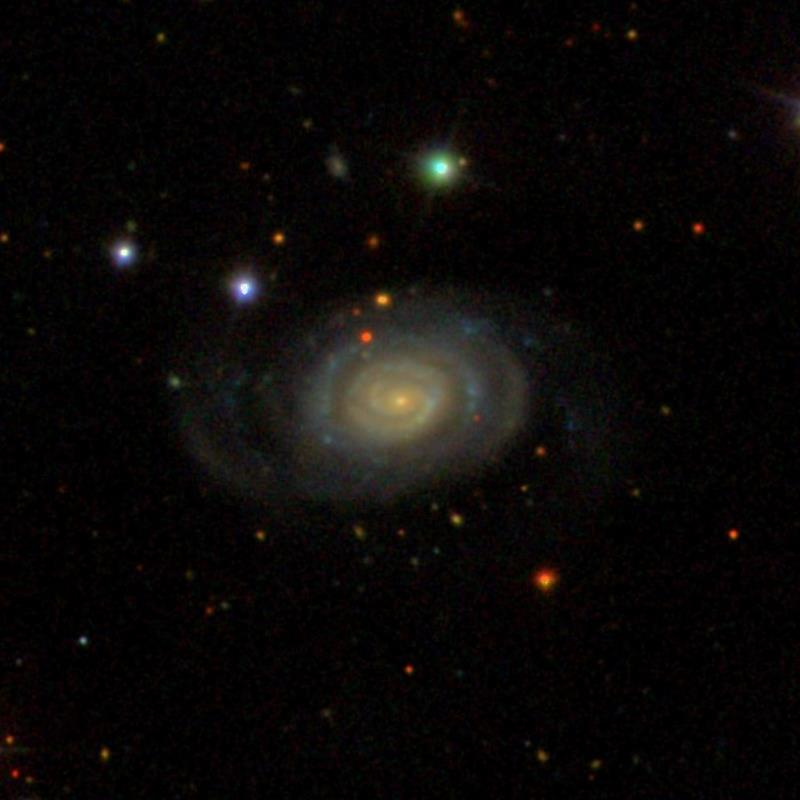
NGC 26

NGC 26是飛馬座的一個漩渦星系。星等為12.9，赤經為10分25.9秒，赤緯為+25°49'56"。在1865年9月14日首次被丹麥天文學家達赫斯特發現。